# خیابان پنجم

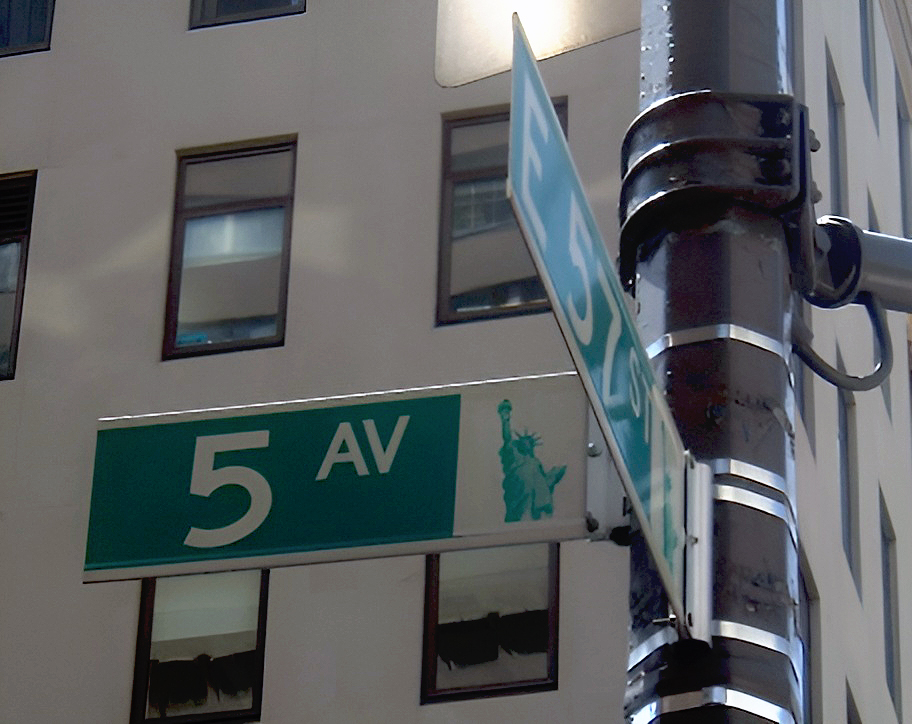
تقاطع خیابان پنجم با خیابان ۵۷

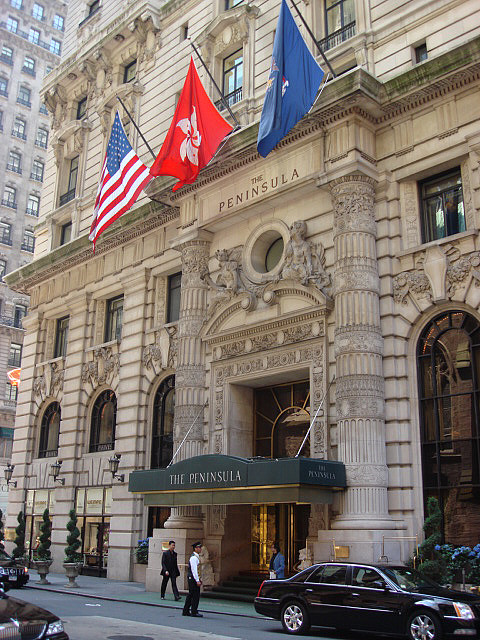
هتل پنینسولا در تقاطع خیابان پنجم و خیابان ۵۵ام.

خیابان پنجم (در انگلیسی: Fifth Avenue) از مهم‌ترین و اعیان‌نشین‌ترین خیابان‌های شهر نیویورک است که در بخش منهتن قرار گرفته است.
ساختمان امپایر استیت که یکی از نمادهای کلان‌شهر نیویورک است در تقاطع خیابان پنجم و خیابان سی و چهارم قرار گرفته است.

## نگارخانه

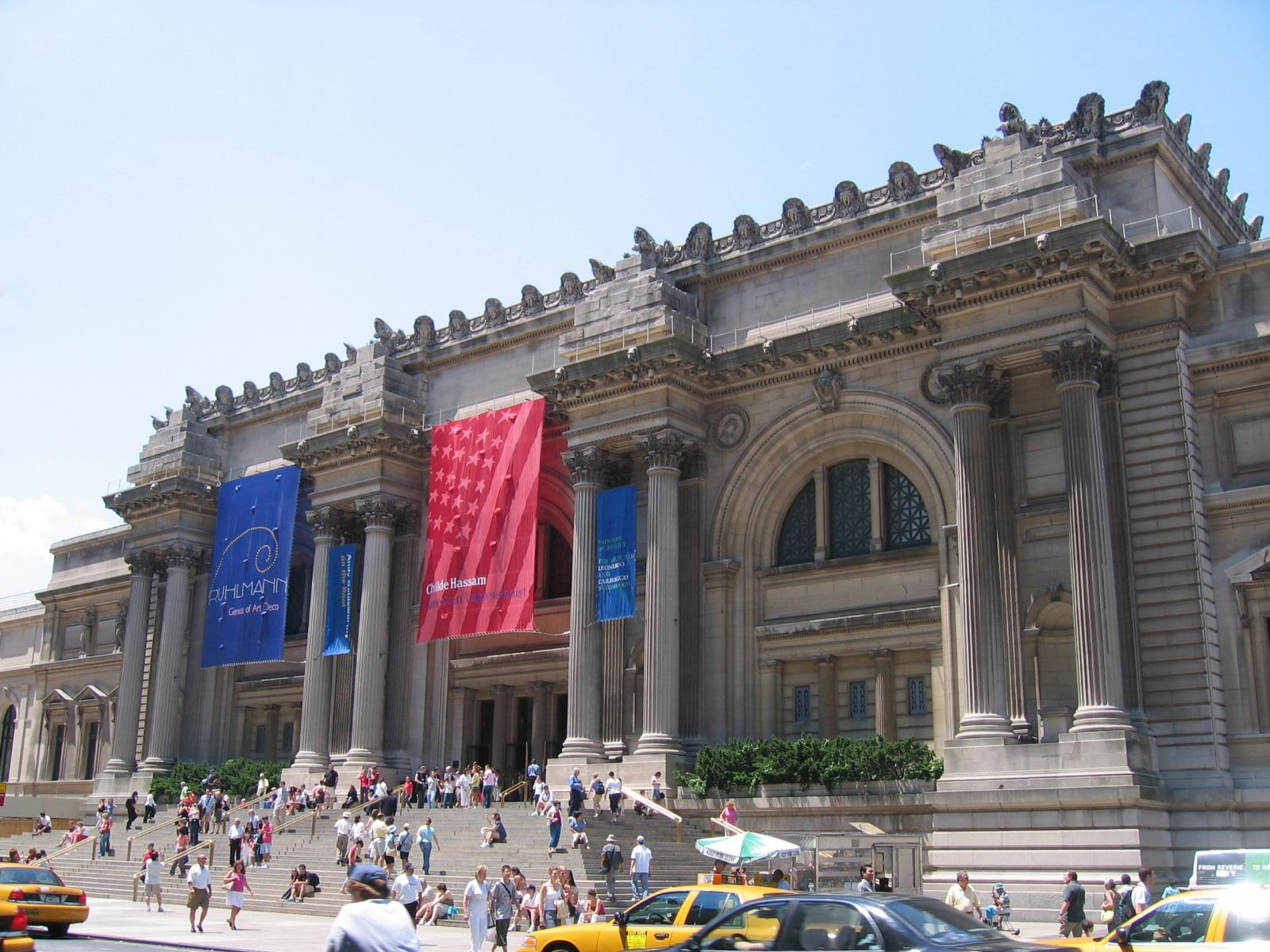
موزه متروپولیتن در تقاطع خیابان پنجم و ۸۲
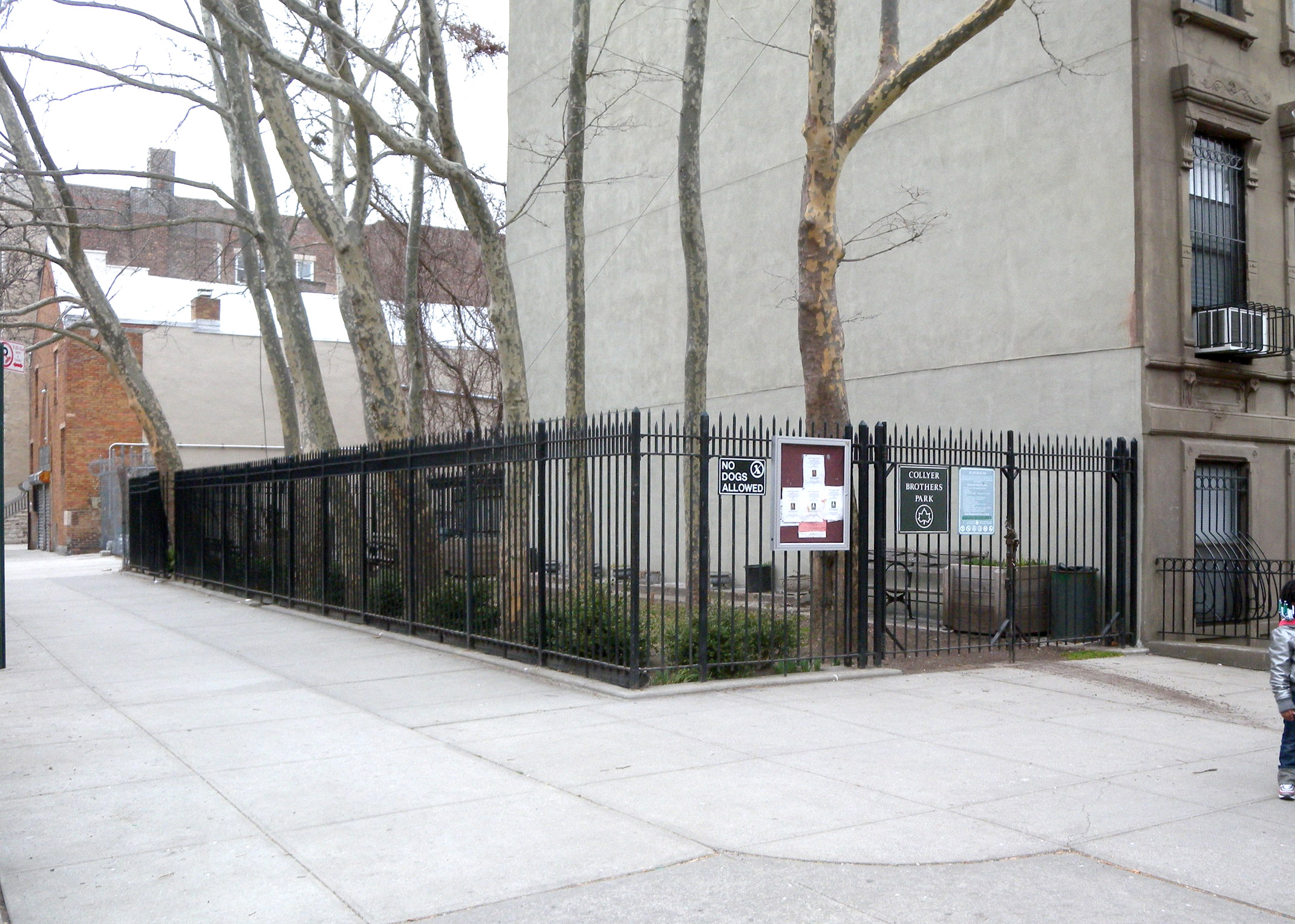
پارک پاکتی برادران کولیر در تقاطع خیابان پنجم و ۱۲۸
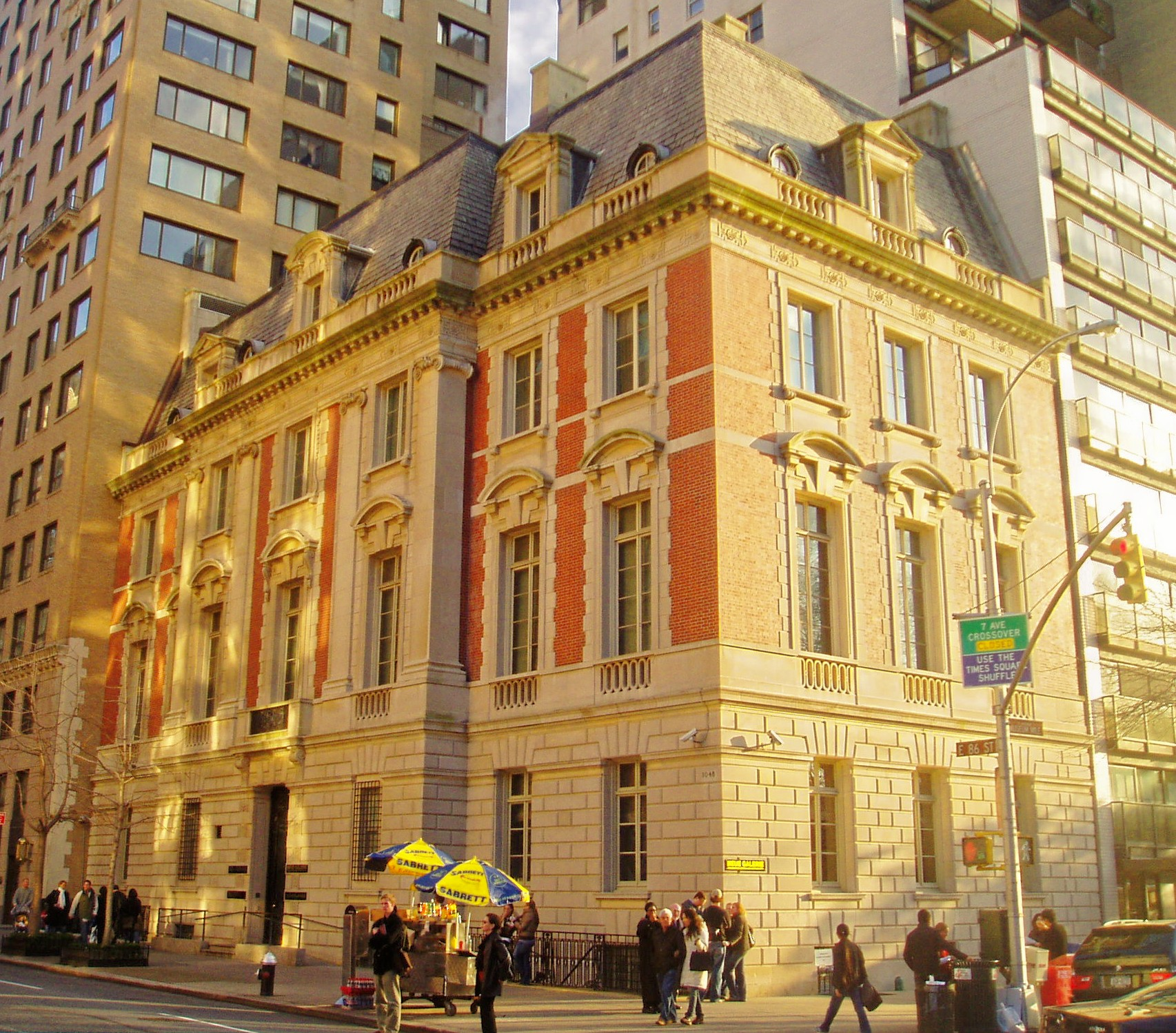
گالری نئو در تقاطع خیابان پنجم و ۸۶
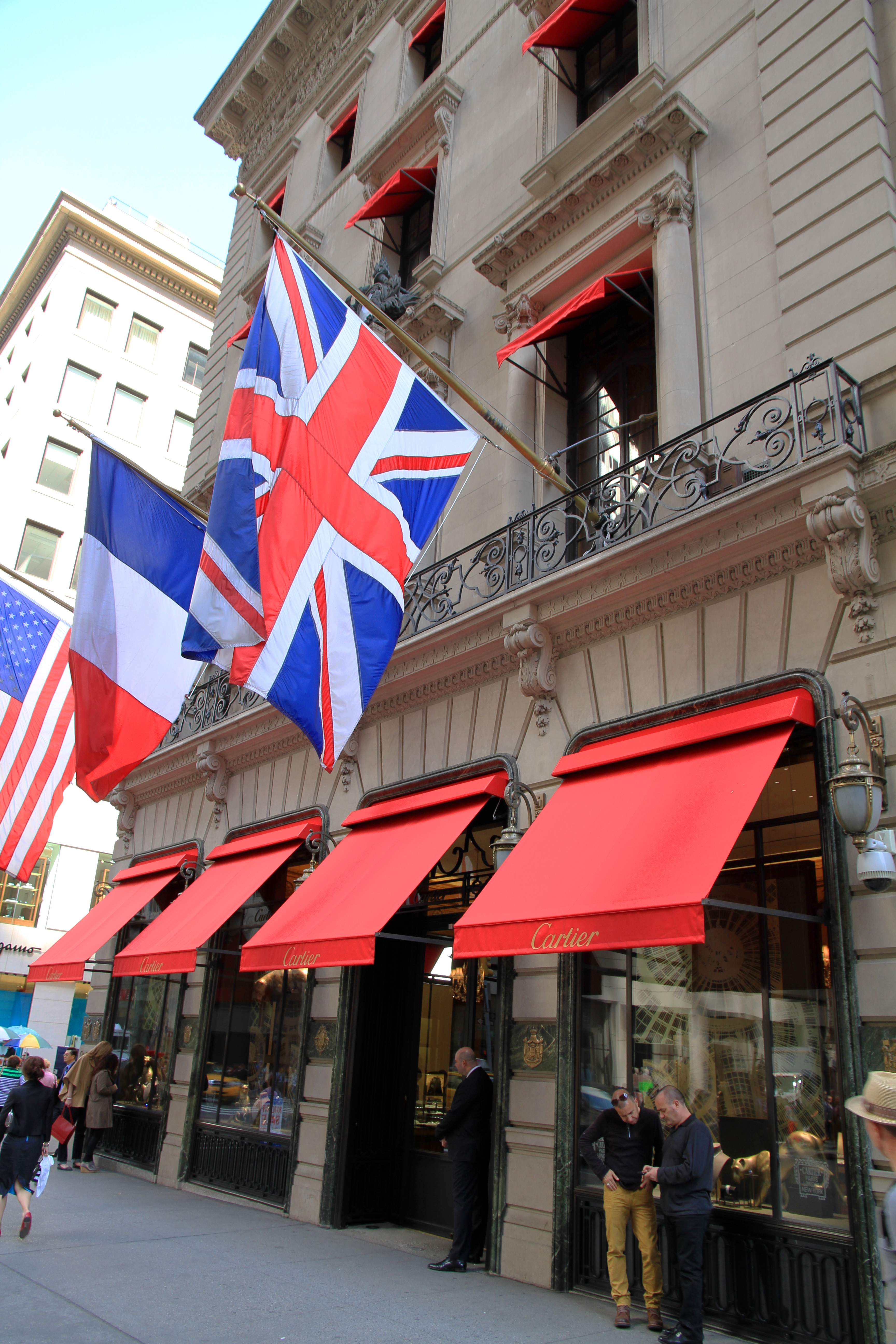
جواهرفروشی کارتیه
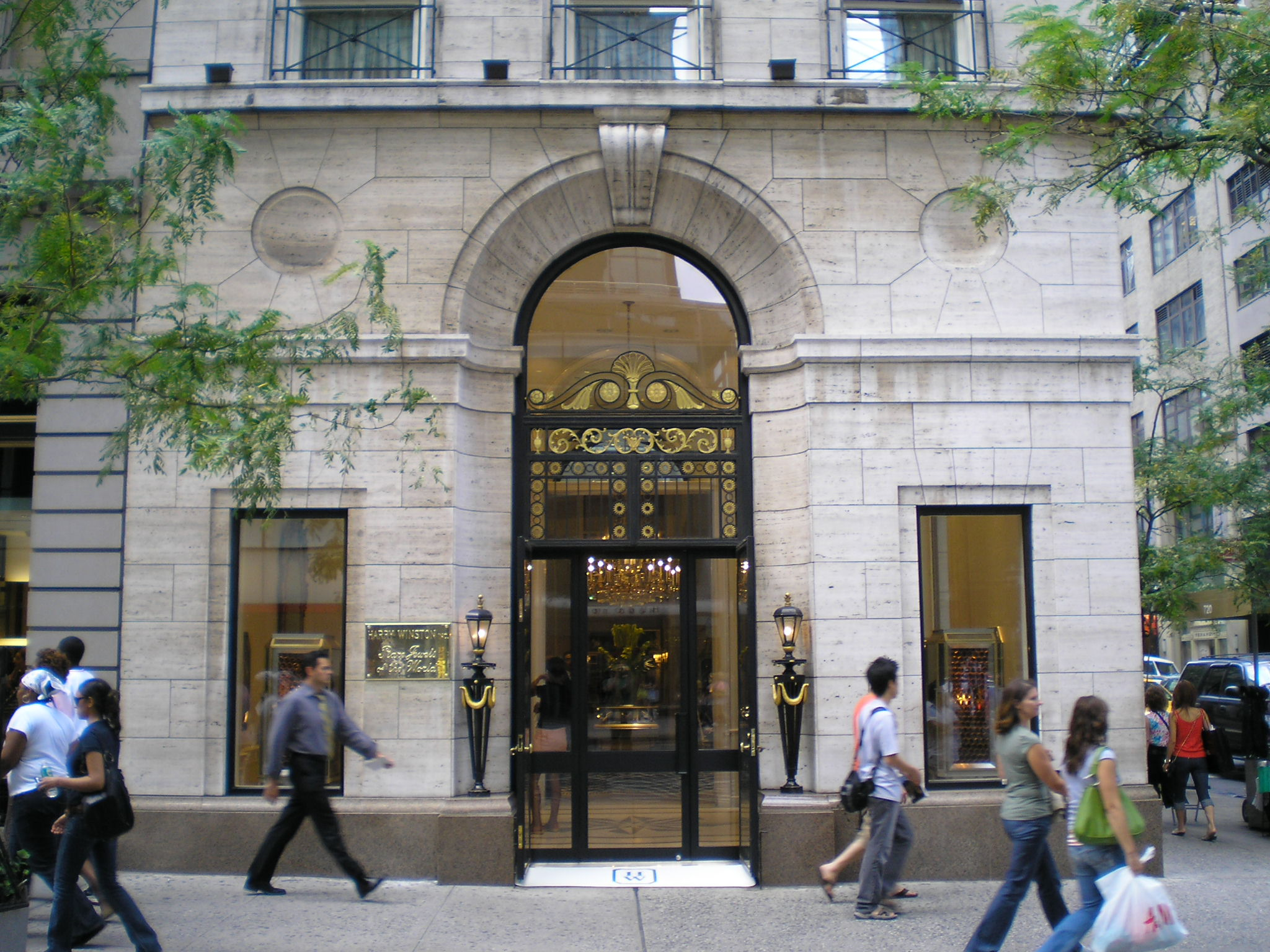
جواهرفروشی هری وینستون
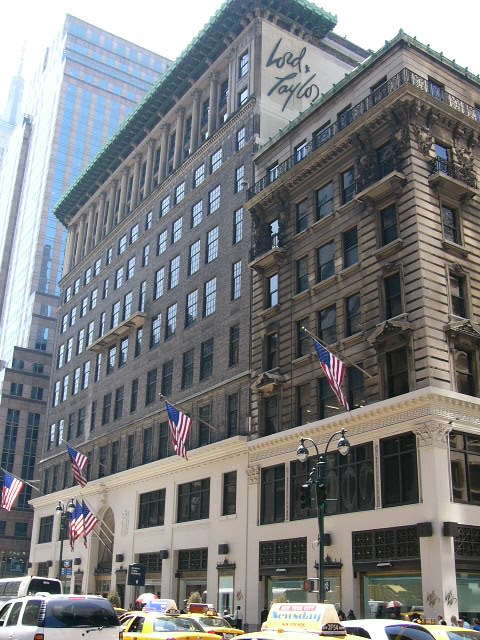
لرد اند تیلور در تقاطع خیابان پنجم و ۳۴
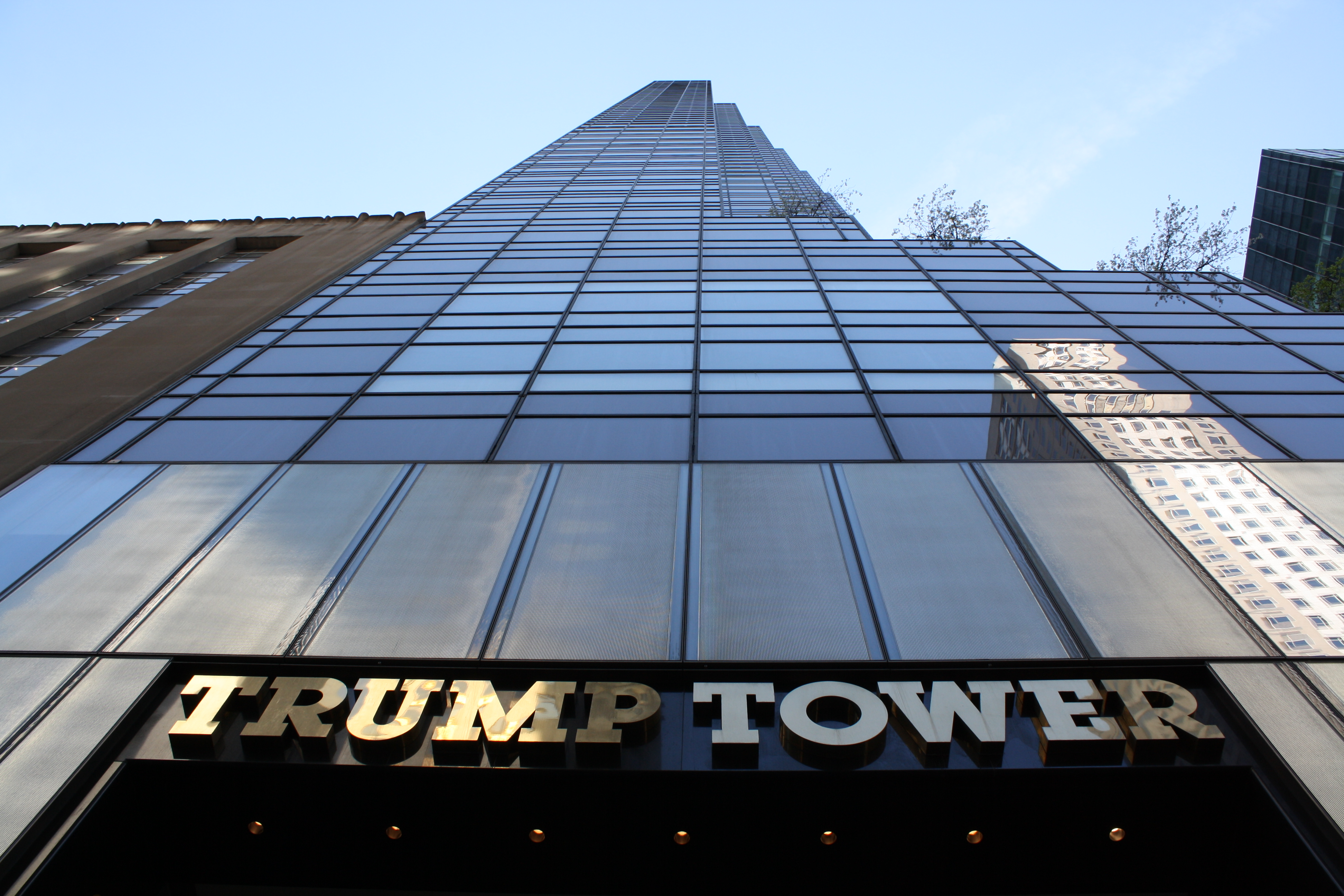
برج ترامپ در تقاطع خیابان پنجم و ۵۶ و ۵۷
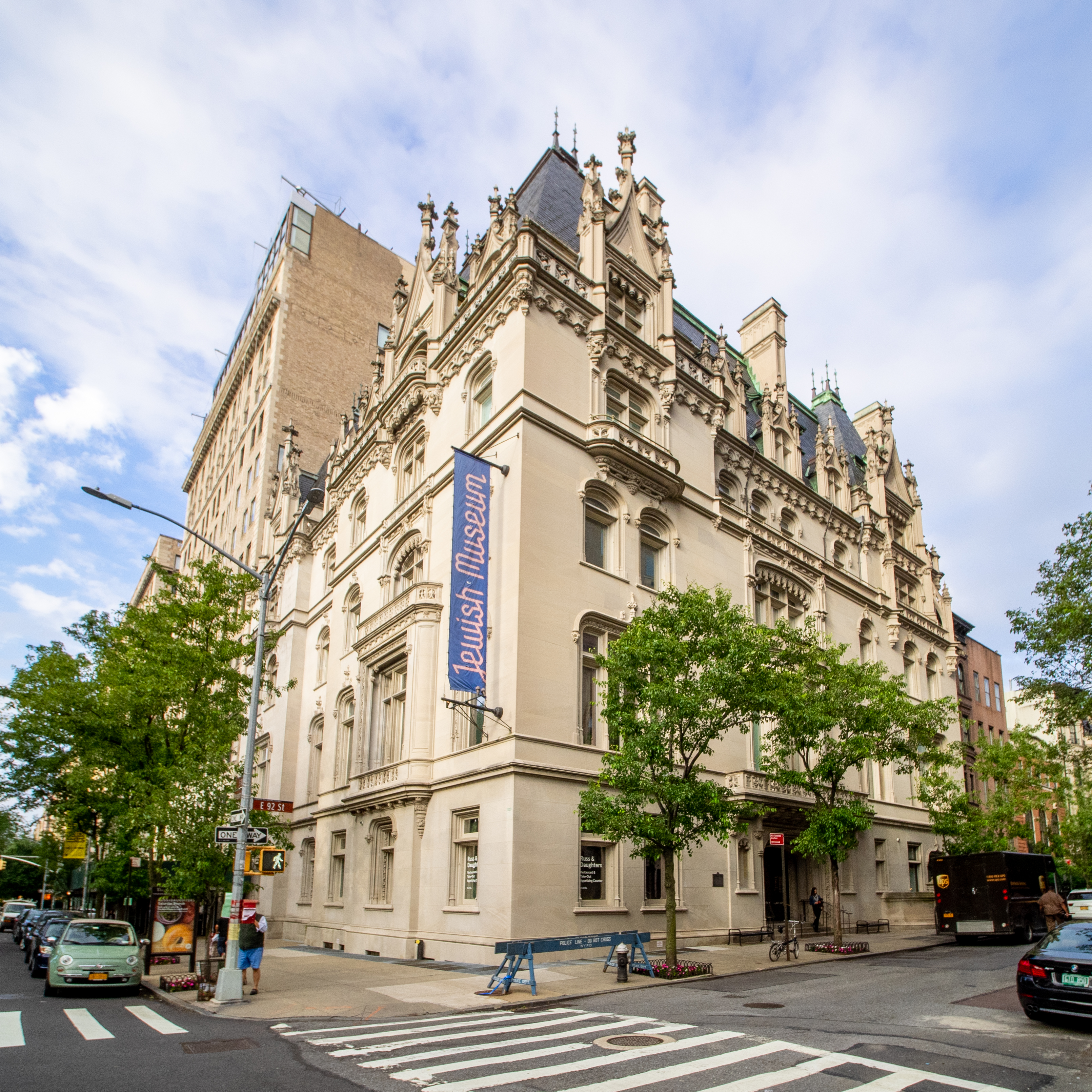
موزه کلیمیان در تقاطع خیابان پنجم و ۹۲